# Dumbrava (Gura Văii), Bacău
Dumbrava (în trecut, Gropile) este un sat în comuna Gura Văii din județul Bacău, Moldova, România.